# 戴氏矮冠䲁
戴氏矮冠䲁（學名：Praealticus dayi），為輻鰭魚綱鳚形目䲁科矮冠䲁屬的一種，分布於東印度洋安達曼群島海域，該物種的名稱是為了紀念曾任印度漁業總監的英國軍醫和博物學家弗朗西斯·戴 (1829-1889)，棲息在水淺的岩石海岸，雌魚產附著性卵，雄魚有護卵行為，幼魚為浮游性，生活習性不明。